# Hot Pot (Thermalbad)

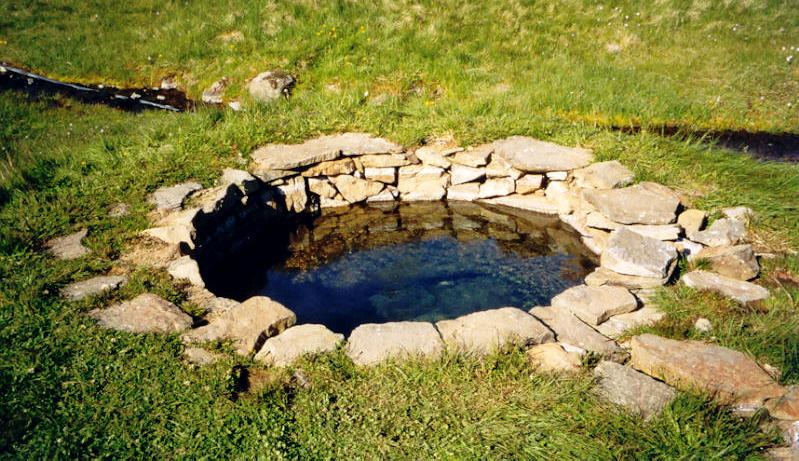
Natürlicher Hot Pot Gvendarlaug

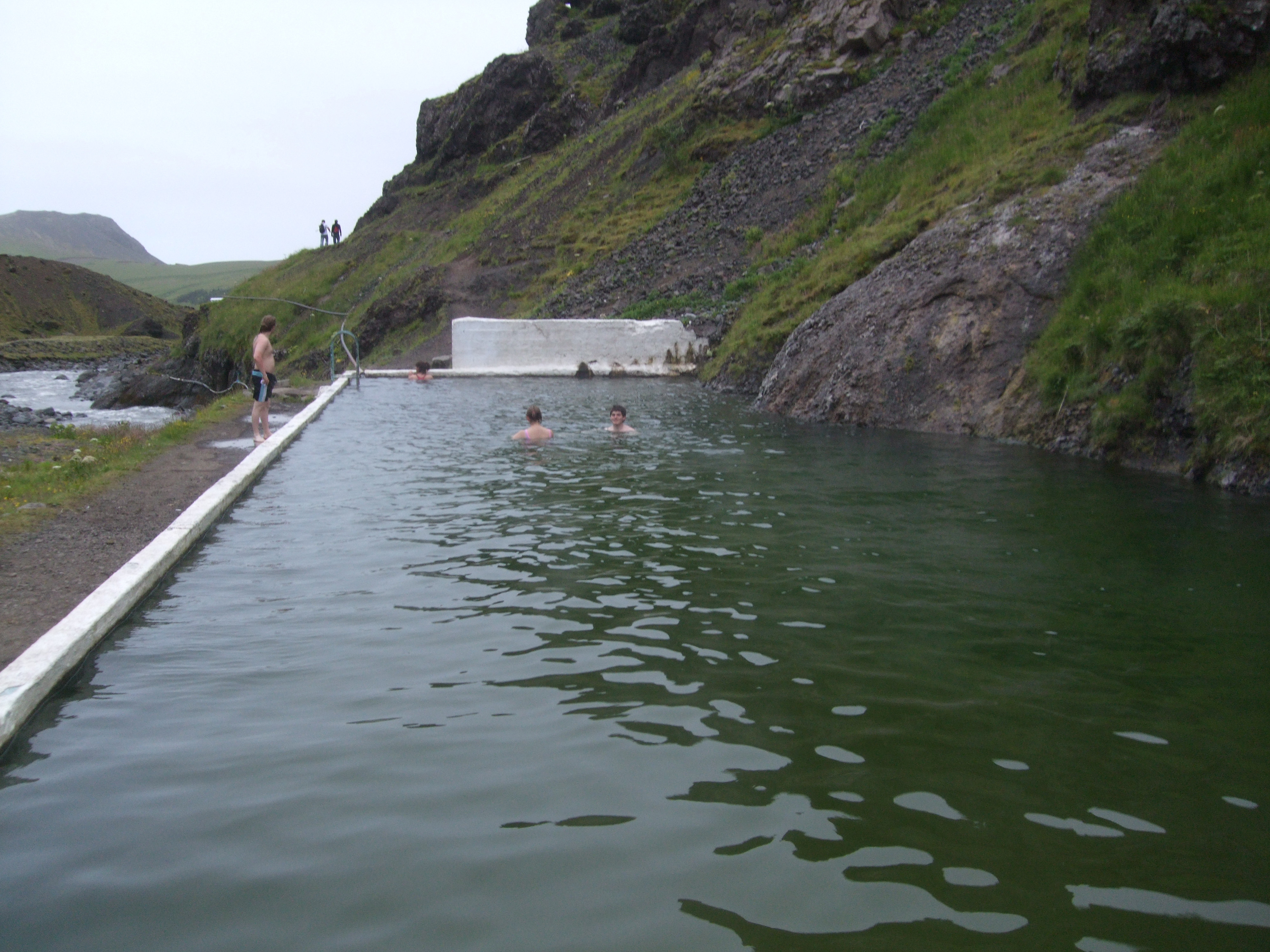
Halbnatürlicher Hot Pot Seljavallalaug in Südisland, 1923 erbaut

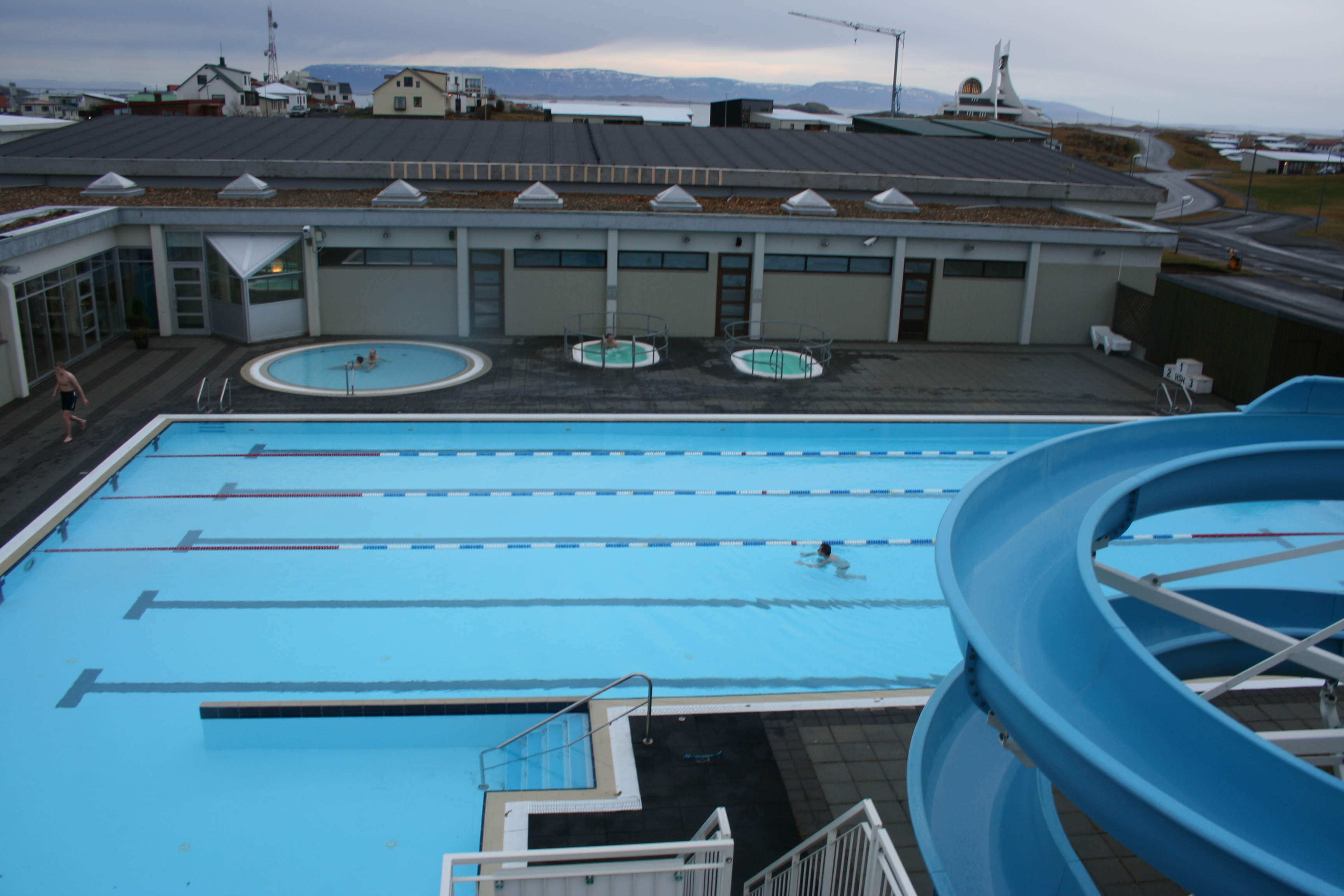
Schwimmbad Stykkishólms, im Hintergrund sind die künstlichen Hot Pots ersichtlich

Ein Hot Pot (isländisch heitur pottur), deutsch heißer Topf, ist auf Island eine natürliche oder künstliche Badegelegenheit, die in der Regel von heißem Thermalwasser gespeist wird. Hot Pots sind wesentlicher Bestandteil der isländischen Badekultur.

## Natürliche Hot Pots
Auf Grund der vulkanischen Aktivitäten in Island gibt es auf der ganzen Insel eine Vielzahl heißer Quellen. Wo sich das heiße Wasser in kleinen Teichen oder Tümpeln sammelte, wurden und werden diese Orte seit der Besiedelung Islands zum Bad genutzt. Besonders geeignete oder gut gelegene Badegelegenheiten wurden teilweise bereits im Mittelalter ausgebaut, z. B. Umziehmöglichkeiten geschaffen, der Zufluss gefasst oder Sitzgelegenheiten in die Quelle gebaut. Der historisch bekannteste und berühmteste natürliche Hot Pot ist das Snorralaug. Die touristisch bekanntesten natürlichen Hot Pots befinden sich in Hveravellir.

## Halbnatürliche Hot Pots
In unmittelbarer Nähe besonders beliebter heißer Quellen wurden kleine Freibäder errichtet, die teilweise die natürlichen Geländegegebenheiten ausnutzen. Derartige Hot Pots sind meist größer als rein natürliche oder rein künstliche Hot Pots, auch ist die Wassertemperatur in der Regel unter 40 °C.

## Künstliche Hot Pots
Ausgehend von den natürlichen Hot Pots entwickelte sich das Bedürfnis, auch in den Ortschaften selbst die Möglichkeit zu haben, heiß zu baden. Aufgrund der vielerorts verfügbaren thermischen Energie existieren in Island insgesamt 169 Schwimmbäder, von denen 138 geothermisch beheizt werden (Stand 2010). Diese Schwimmbäder verfügen neben großen Becken zudem über mehrere kleine, meist kreisrunde Becken mit Sitzgelegenheit und unterschiedlich hoher Wassertemperatur, in der Regel zwischen 36 und 42 °C. Die Bauweise ähnelt einem Whirlpool, freilich ohne Sprudel. Diese Hot Pots befinden sich in der Regel im Freien.

## Private Hot Pots
Ähnlich wie in Finnland, wo in den meisten Häusern Saunen anzutreffen sind, verfügen die meisten Hotels auf Island sowie viele Privathäuser über eigene private Hot Pots, die in der Regel künstlich angelegt sind und je nach Örtlichkeit von Thermalwasser oder künstlich erhitztem Wasser gespeist werden.